# Sigambra wassi
Sigambra wassi är en ringmaskart som beskrevs av Pettibone 1966. Sigambra wassi ingår i släktet Sigambra och familjen Pilargidae. Inga underarter finns listade i Catalogue of Life.